# Загорскис, Дарюс
Дарюс Загорскис (лит. Darius Zagorskis; род. 20 ноября 1969) — литовский шахматист, гроссмейстер (2013).
2-кратный чемпион Литвы (2004, 2013). В составе сборной Литвы участник 7 олимпиад (1996—1998, 2002—2010), 4 командных чемпионатов Европы (1997, 2007, 2011, 2013).

## Изменения рейтинга
| Графики недоступны из-за технических проблем. См. информацию на Фабрикаторе и на mediawiki.org. |